# Brookmont
 (juillet 2025).
Brookmont est une census-designated place située dans le comté de Montgomery, dans l’État du Maryland, aux États-Unis. Lors du recensement de 2020, elle comptait 3 751 habitants.